# Foúrka
Foúrka (Fourka) är en ort i Grekland.   Den ligger i prefekturen Chalkidike och regionen Mellersta Makedonien, i den nordöstra delen av landet, 230 km norr om huvudstaden Aten. Foúrka ligger 42 meter över havet och antalet invånare är 543.
Terrängen runt Foúrka är platt västerut, men österut är den kuperad. Havet är nära Foúrka åt sydväst.  Närmaste större samhälle är Kassandra, 4,7 km norr om Foúrka. 